# Масляный крем

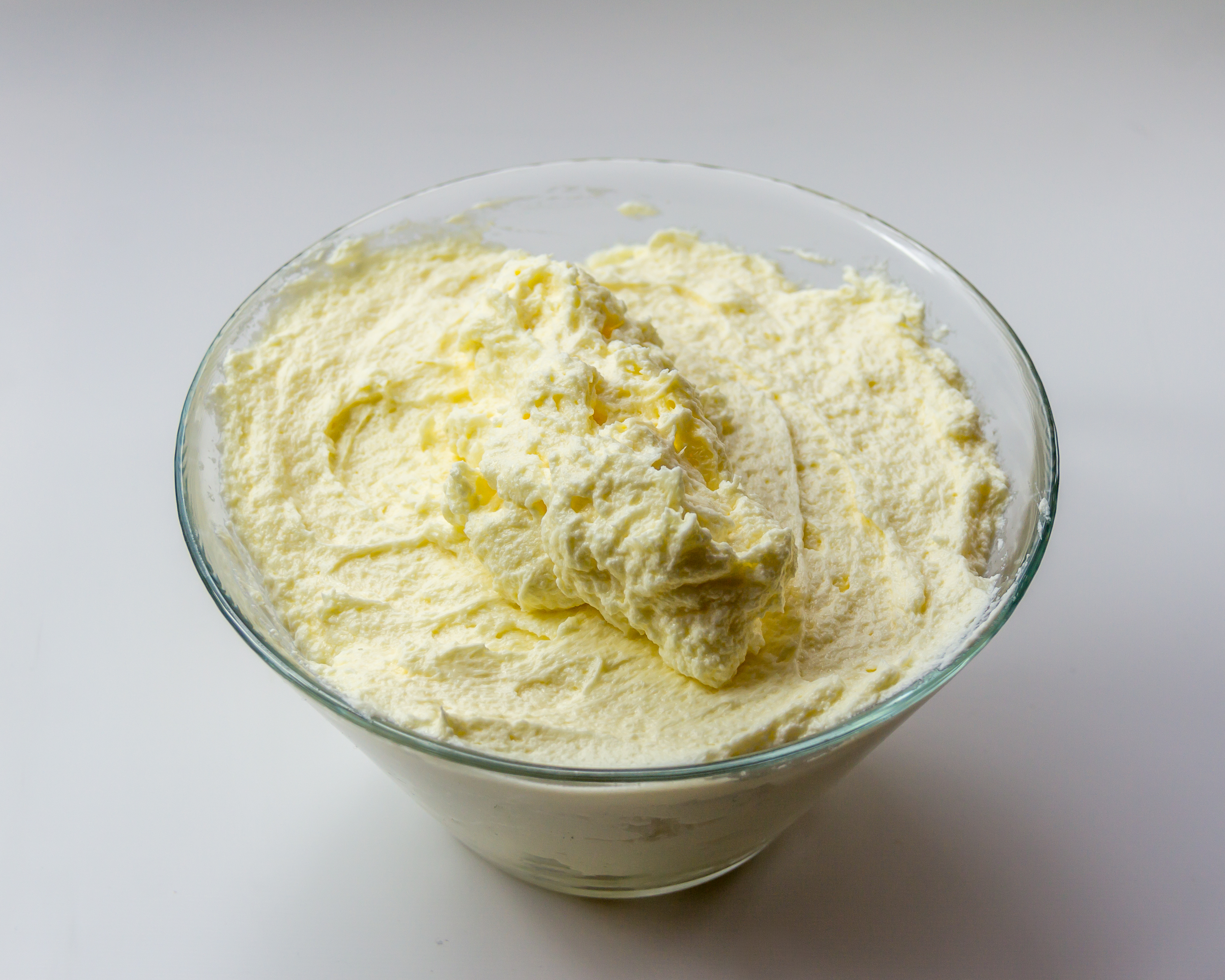
Масляный крем

Масляный крем — кондитерский крем, основу которого составляет сливочное масло (или другие пищевые жиры) и сахар. Полуфабрикат для промазывания коржей, заполнения полостей и отделки поверхности тортов и пирожных.
Масляные кремы обладают прекрасными вкусовыми качествами и привлекательным внешним видом, но не проявляют устойчивости при хранении вследствие высокого содержания в них молока и яиц и повышенной влажности продукта. Яично-масляная масса является благоприятной средой для развития и жизнедеятельности микроорганизмов. Кондитерские кремы на основе только сливочного масла и сахара-песка называются сливочными.
Основной масляный крем на молоке и яйцах в советской и российской пищевой промышленности называется «Шарлотт», а масляный крем на яйцах без молока — «Гляссе». С введением в основные масляные кремы добавок (какао-порошка, фруктово-ягодной подварки, кофейного сиропа, дроблёного ореха, ванильной эссенции, коньяка) получают другие рецептурные варианты масляных кремов.
Крем «Шарлотт» готовят в два этапа: сначала приготавливается молочный сироп «Шарлотт», который далее сбивают со сливочным маслом. Для сиропа «Шарлотт» в подогретое молоко добавляют сахар-песок, смесь уваривают в течение получаса, а затем вливают небольшими порциями в хорошо сбитые яйца при непрерывном и быстром помешивании, чтобы белки не свернулись. Полученную массу уваривают при перемешивании в течение 10 минут и охлаждают при помешивании. На втором этапе в хорошо сбитое, увеличившееся в объёме сливочное масло порциями добавляют охлаждённый сироп «Шарлотт» и тщательно перемешивают. В конце сбивания в крем добавляют ароматические спиртосодержащие вещества и другие добавки по рецептуре. Готовый крем «Шарлотт» имеет гладкую глянцевую поверхность с появляющимися пузырьками. Для приготовления крема «Гляссе» в сбитую яичную массу струйкой вводят предварительно приготовленный горячий сахарный сироп, полученную смесь охлаждают, а затем добавляют маленькими порциями в сбитое сливочное масло, не останавливая сбивание. В конце добавляются ароматические и вкусовые добавки.